# Anett Pötzsch
Anett Pötzsch (ur. 3 września 1960 w Karl-Marx-Stadt) – niemiecka łyżwiarka figurowa startująca w konkurencji solistek. Mistrzyni olimpijska z Lake Placid (1980) i uczestniczka igrzysk olimpijskich (1976), dwukrotna mistrzyni świata (1978, 1980), 4-krotna mistrzyni Europy (1977–1980) oraz 5-krotna mistrzyni NRD (1976–1980). Po zakończeniu kariery amatorskiej w 1981 roku została trenerką łyżwiarstwa w Chemnitz, a następnie w 2004 roku specjalistą technicznym ISU.
Jej pierwszym mężem był Axel Witt (brat Katariny Witt) z którym ma córkę Claudię Rauschenbach (ur. 1984). Drugim mężem Pötzsch był łyżwiarz figurowy Axel Rauschenbach z którym ma córkę Cindy. Jej córka Claudia, która przyjęła nazwisko ojczyma, jest mistrzynią Niemiec 2001 w parach sportowych z Robinem Szolkowym.

## Osiągnięcia
| Zawody                     | 71–72          | 72–73          | 73–74          | 74–75          | 75–76          | 76–77          | 77–78          | 78–79          | 79–80          | 80–81          |                |                |                |                |                |                |                |
| Międzynarodowe             | Międzynarodowe | Międzynarodowe | Międzynarodowe | Międzynarodowe | Międzynarodowe | Międzynarodowe | Międzynarodowe | Międzynarodowe | Międzynarodowe | Międzynarodowe | Międzynarodowe | Międzynarodowe | Międzynarodowe | Międzynarodowe | Międzynarodowe | Międzynarodowe | Międzynarodowe |
| -------------------------- | -------------- | -------------- | -------------- | -------------- | -------------- | -------------- | -------------- | -------------- | -------------- | -------------- | -------------- | -------------- | -------------- | -------------- | -------------- | -------------- | -------------- |
| Igrzyska olimpijskie       |                |                |                |                | 4              |                |                |                | 1              |                |                |                |                |                |                |                |                |
| Mistrzostwa świata         |                | 14             | 11             | 8              | 4              | 2              | 1              | 2              | 1              |                |                |                |                |                |                |                |                |
| Mistrzostwa Europy         |                | 8              | 7              | 3              | 2              | 1              | 1              | 1              | 1              |                |                |                |                |                |                |                |                |
| Blue Swords                | 4              | 5              | 2              | 2              | 2              | 1              |                |                | 1              | 1              |                |                |                |                |                |                |                |
| Prague Skate               | 2              |                |                |                |                |                |                |                |                |                |                |                |                |                |                |                |                |
| Golden Spin Zagrzeb        |                |                | 1              |                |                |                |                |                |                |                |                |                |                |                |                |                |                |
| Skate Canada International |                |                |                | 2              |                |                |                |                |                |                |                |                |                |                |                |                |                |
| Krajowe                    |                |                |                |                |                |                |                |                |                |                |                |                |                |                |                |                |                |
| Mistrzostwa NRD            | 4              | 3              | 2              | 2              | 1              | 1              | 1              | 1              | 1              |                |                |                |                |                |                |                |                |